# Polderwijk
De Polderwijk is een wijk van Zeewolde.
Nadat achtereenvolgens Zeewolde Noord, Zeewolde Zuid en Horsterveld zijn gebouwd, werd in 2006 in deze wijk gebouwd. De wijk ligt ten noorden van Zeewolde Noord en tegen het Wolderwijd aan.